# Amuzetta
Amuzetta, amuzetka (fr. amusette – dosł. „zabawka”) – rodzaj małej armaty o niewielkim wagomiarze używanej w XVIII wieku.
Było to odlewane ze spiżu lekkie działko polowe o lufie długości 8 stóp, osadzone na dwukołowej lawecie. Używane najczęściej w górach i przy oblężeniach, strzelało 1-1½-funtowymi kulami żelaznymi. Nazwą tą określano również rodzaj wielkich hakownic, o lufie z kutego żelaza, osadzonej w obrotowym drewnianym łożu. Przewożone też na dwukołowej lawecie, strzelało półfuntowymi ołowianymi pociskami.
Wprowadzenie tej broni przypisywane jest marszałkowi Maurycemu Saskiemu. Zaletą jej była niewielka masa i łatwość przemieszczania, bez zaprzęgu konnego, jedynie przy pomocy dwóch żołnierzy. Przydzielane plutonom jako armatka piechoty, służyło do ostrzeliwania stoków, zboczy i murów lekkich fortyfikacji polowych.  